# Colle delle Nuvole
Il colle delle Nuvole (Đèo Hải Vân in vietnamita, col des Nuages in francese) è un passo di montagna che mette in comunicazione la provincia di Thua Thien-Hue e la città di Da Nang in Vietnam.

## Storia
Il colle delle Nuvole ha goduto di un'importanza strategica nella storia del Vietnam, andando per molto tempo a costituire un grande ostacolo per qualsiasi esercito terrestre intenzionato a muoversi tra la regione centrale e settentrionale del Paese.
Nel I secolo a.C. il generale cinese Ma Yuan (Mã Viện), dopo aver pacificato il Vietnam settentrionale, avanzò verso sud andando a posizionare colonne bronzee al confine meridionale dell'impero Han, molto probabilmente in corrispondenza del colle delle Nuvole.
La sua importanza è diminuita dal 2005 con l'apertura del Tunnel di Hải Vân che riduce la distanza da percorrere e il tempo di percorrenza per collegare le due località.